# بول ألين
بول غاردنر ألين (بالإنجليزية: Paul Allen)‏ (ولد في 21 يناير، 1953، توفي في 15 أكتوبر 2018) هو رجل أعمال أمريكي، قام بإنشاء شركة مايكروسوفت بالمشاركة مع بيل غيتس. وهو من أغنى الأشخاص في العالم. قدرت ثروته بـ 13,5 مليار دولار أمريكي في عام 2010. يعد من عباقرة العالم بنسبة ذكاء تبلغ 170 
وبول أيضا هو مؤسس ورئيس شركة فولكان، وهي شركة خاصة لإدارة الأصول، ورئيس مجلس إدارة شركة شارتر للإتصالات، ولديه محافظ استثمار بعده مليارات في شركات عقارية وإعلامية وأكثر من 40 شركة تقنية كما يمتلك ثلاثة فرق رياضية وهي سياتل سي هوكس  وبورتلاند ترايل بلايزرز وسياتل سوندرز

## النشأة
ولد بول في سياتل، واشنطن في 21 يناير 1953 وكان والده مدير مساعد في مكتبات جامعة واشنطن، ودرس بمدرسة لاكسايد بسياتل حيث تعرف هناك على بيل غيتس الذي كان يصغره بسنتين دراسيتين ولكنهم تشاركوا في حب الحاسبات، وفي هذه المدرسة استخدموا المبرقة الكاتبة في تطوير قدراتهم البرمجية على العديد من أنظمة الكمبيوتر، وبعد التخرج ألتحق بول بجامعة ولاية واشنطن ولكنه تركها بعد سنتين لعمل كمبرمج في شركة هونيويل في بوسطن، وبعد ذلك أقنع بول بيل غيتس بترك جامعة هارفارد لإنشاء ميكروسوفت

## الإصابة بالسرطان
في نوفمبر 2009 أعلنت جودي ألين شقيقة بول ورئيسة شركة فولكان، إصابة بول بورم الليمفاوي غير هودجك وهو أحد أنواع السرطان 

## الوفاة
توفي في 15 أكتوبر 2018 عن عمر ناهز 65 بعد معاناة طويلة مع مرض السرطان الغدد الليمفاوية.

## معرض صور

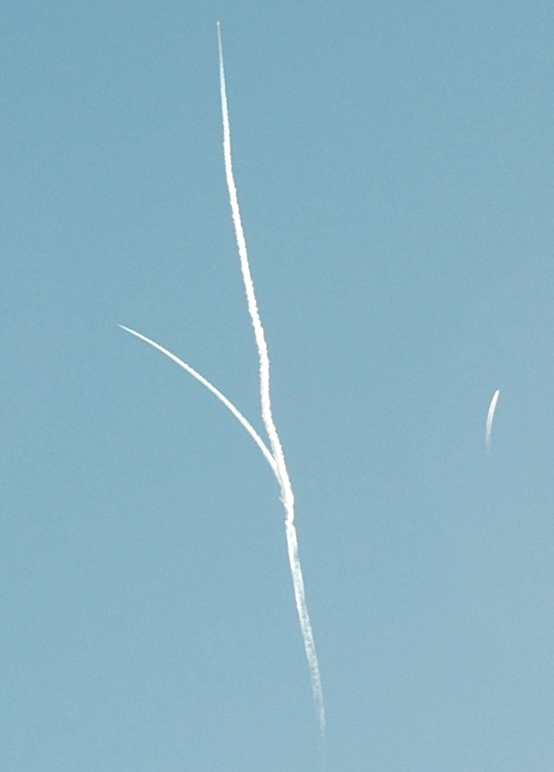
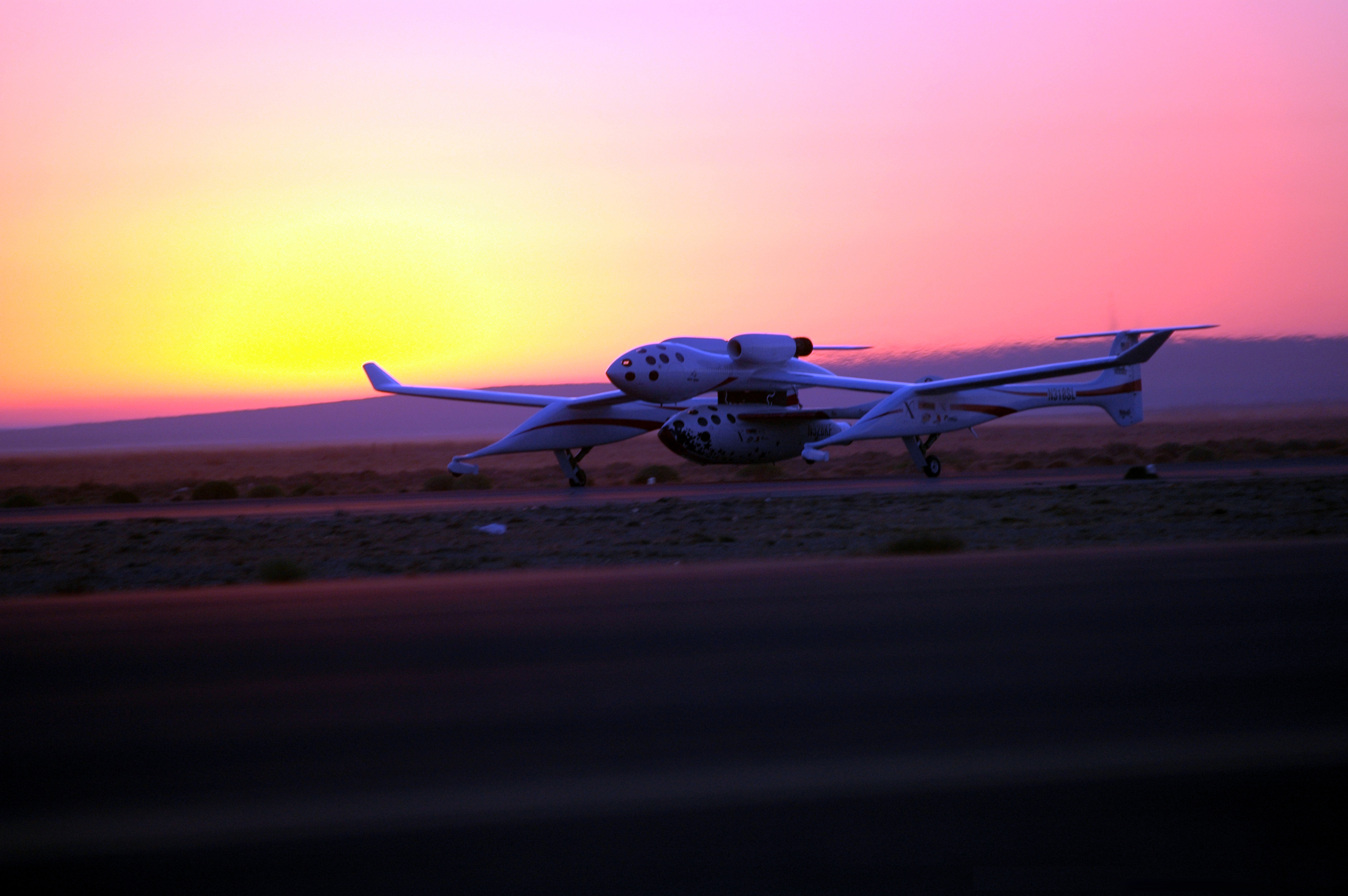
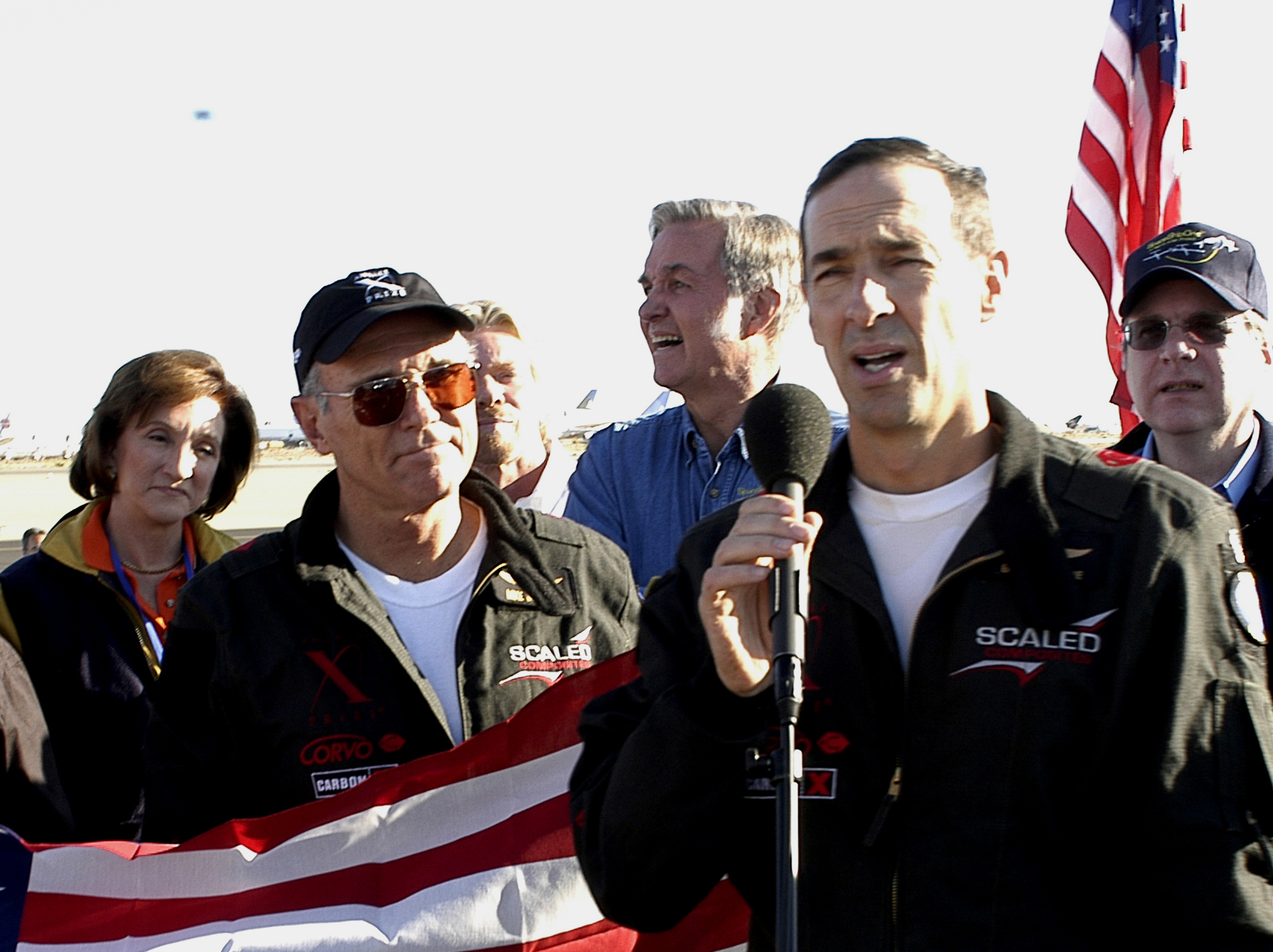
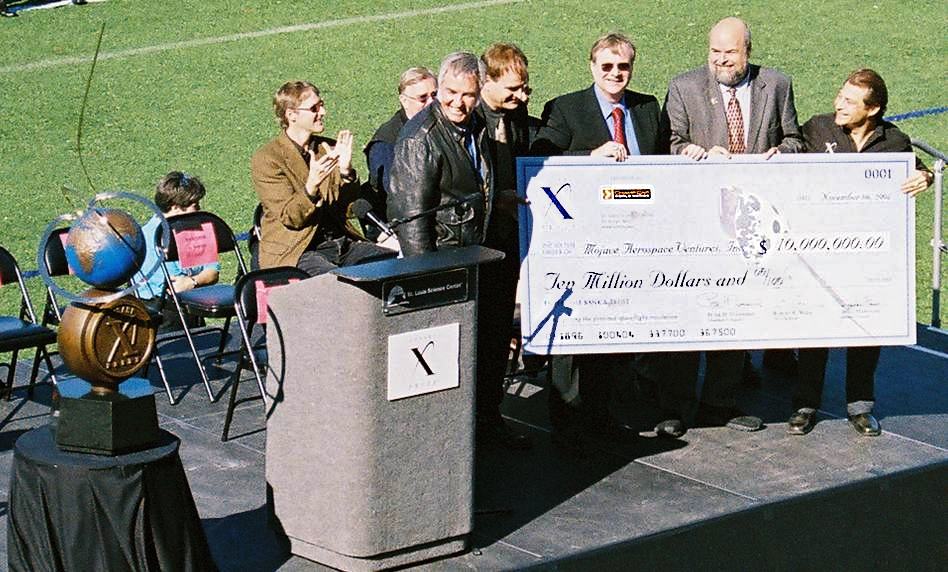
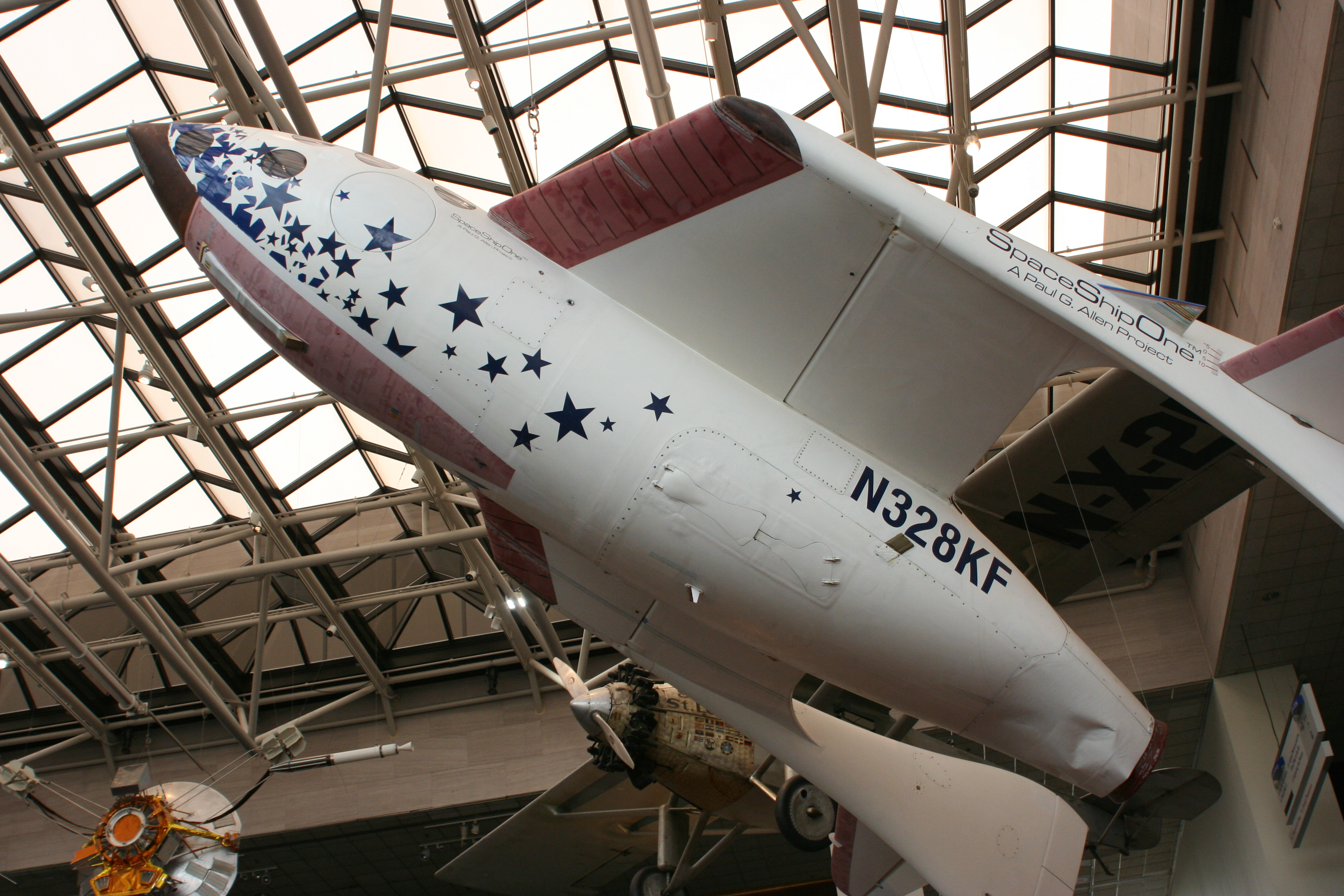

## وصلات خارجية
- بول ألين على موقع IMDb (الإنجليزية)
- بول ألين على موقع الموسوعة البريطانية (الإنجليزية)
- بول ألين على موقع مونزينجر (الألمانية)
- بول ألين على موقع ميوزك برينز (الإنجليزية)
- بول ألين على موقع إن إن دي بي (الإنجليزية)
- بول ألين على موقع قاعدة بيانات الفيلم (الإنجليزية)